# Jacques-François-Marie Duverney
Pour l’article homonyme, voir Duverney.
Christophle, dit Jacques-François-Marie Duverney ou Du Verney, né le 3 janvier 1661 et mort à Paris le 16 octobre 1748, est un médecin et anatomiste français.
Il est frère de Joseph-Guichard Duverney (1648–1730) dont il fut l'un des derniers coopérateurs.
Il fut membre de l'Académie des sciences en tant qu'élève anatomiste le 7 mars 1699, premier titulaire.
Maître-chirurgien, il devient agrégé au collège de chirurgie en 1731, membre de l’Académie de Chirurgie.
Il fut le premier démonstrateur titulaire en anatomie au Jardin du roi de 1727 à 1748. Il y fut le maître de Daubenton (1716–1799) et des Mertrud : Antoine Mertrud l'Oncle et Jean-Claude Mertrud (1728–1802) le Neveu.
Il épousa Marie De Verney, laquelle mourut, rue Coppeau à Paris, le 10 décembre 1750.